# Denkmal Synagogenplatz Tübingen

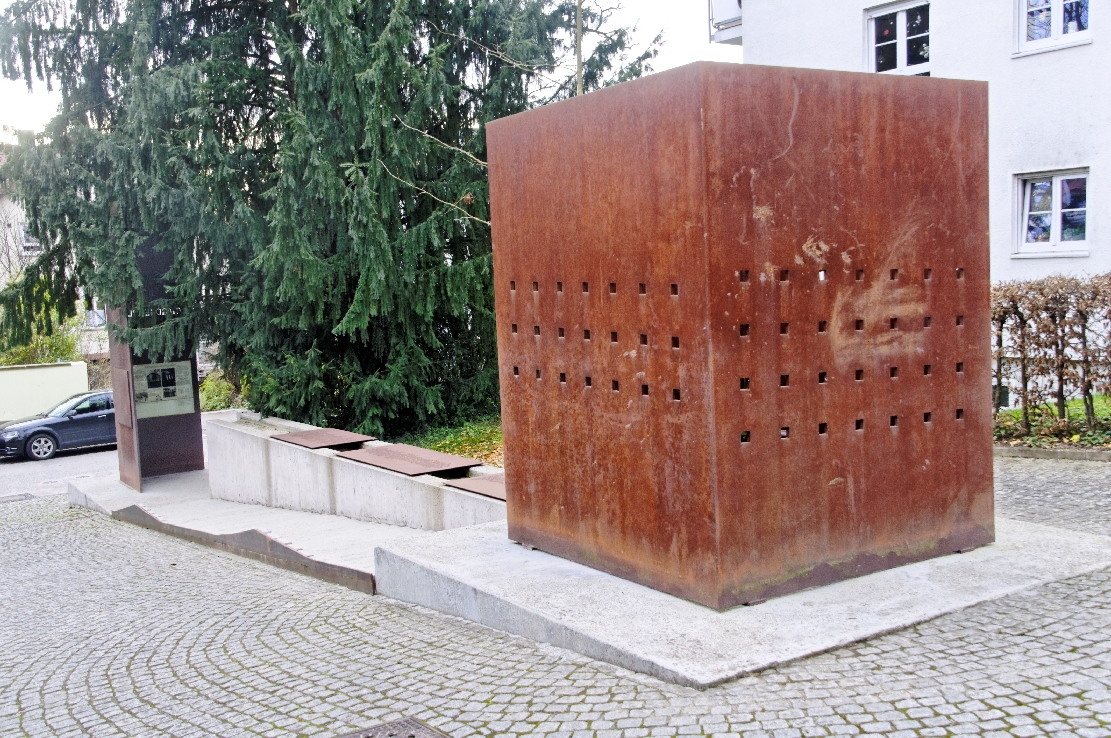
101 quadratische Öffnungen am Mahnmal nahe der zerstörten Synagoge erinnern an 101 vertriebene und ermordete jüdische Persönlichkeiten Tübingens

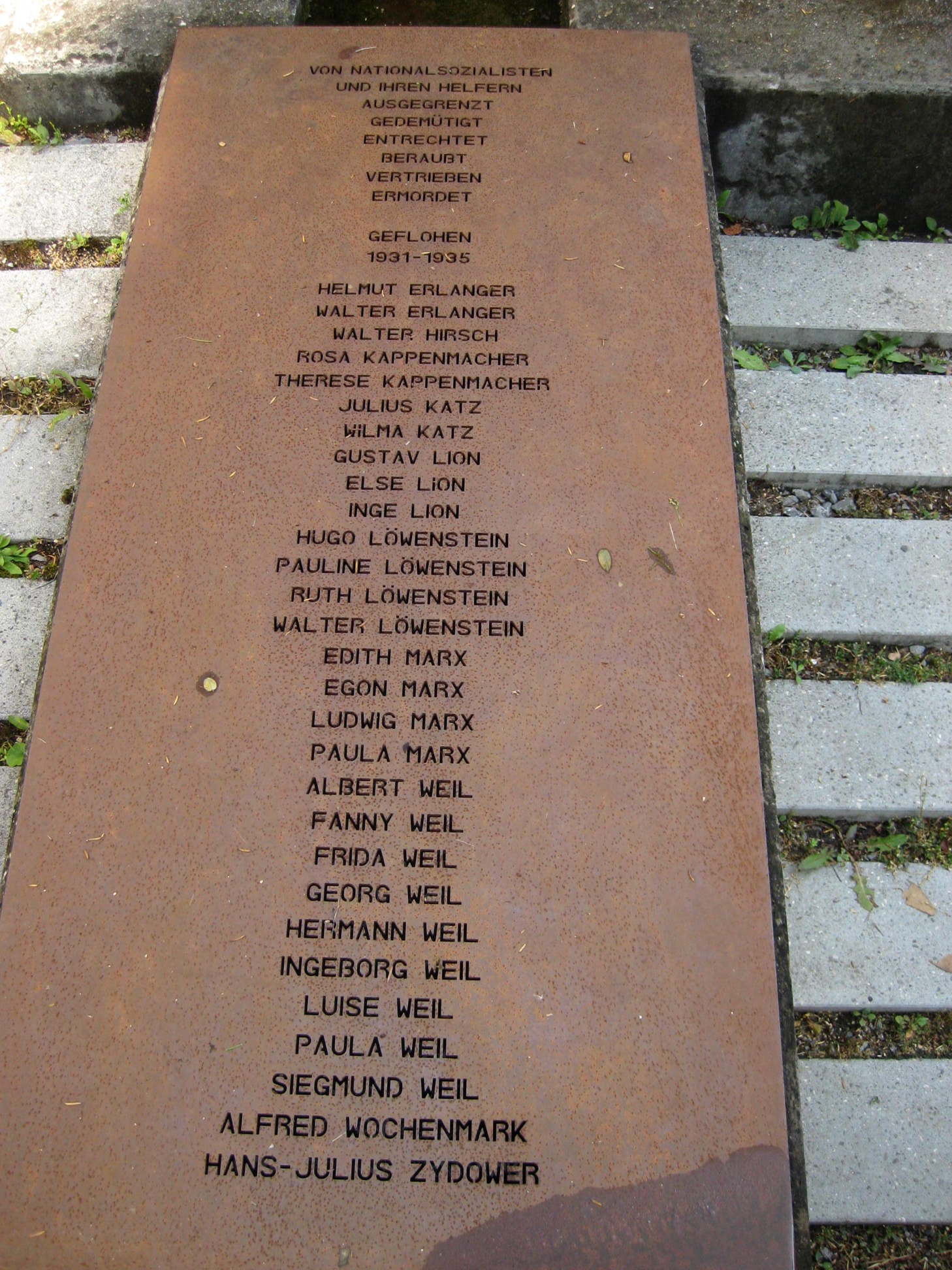
„...ausgegrenzt, gedemütigt, entrechtet, beraubt, vertrieben, ermordet ...“, namentlich genannte Tübinger Opfer des Holocausts

Das Denkmal Synagogenplatz Tübingen soll an die während der Reichspogromnacht im Jahr 1938 zerstörte Synagoge der Stadt Tübingen erinnern und insbesondere an die vertriebenen und ermordeten Tübinger Juden.

## Geschichte und Beschreibung
Das Denkmal entstand im Zuge der Initiative einer Projektgruppe der Geschichtswerkstatt Tübingen, die 1998 einen künstlerischen Wettbewerb zur Folge hatte, den der Bildhauer Gert Riel mit seinem Entwurf für sich entscheiden konnte.
In der Folge entstand gemeinsam mit der Architekten-Werkgemeinschaft Nürtingen und unter anderem der Unterstützung der Stadt Tübingen das dann im November des Jahres 2000 eingeweihte Denkmal. Es besteht aus einer Brunnen-Anlage mit einem Stahlkubus, der die zerstörte Synagoge symbolisiert. 101 quadratische Öffnungen in den stählernen Wänden erinnern an ebenso viele auf Tafeln an der Wasserrinne namentlich genannte Persönlichkeiten Tübingens, die im Holocaust vertrieben oder sogar ermordet wurden.
Eine hohe Stahlstele enthält auf ihrer Innenseite Texte zur Geschichte bis zur Zerstörung der Jüdischen Gemeinde Tübingen-Reutlingen. Auf einer weiteren am Denkmal installierten Tafel wurde der schwierige Umgang mit dem Grundstück der zerstörten Synagoge dokumentiert.

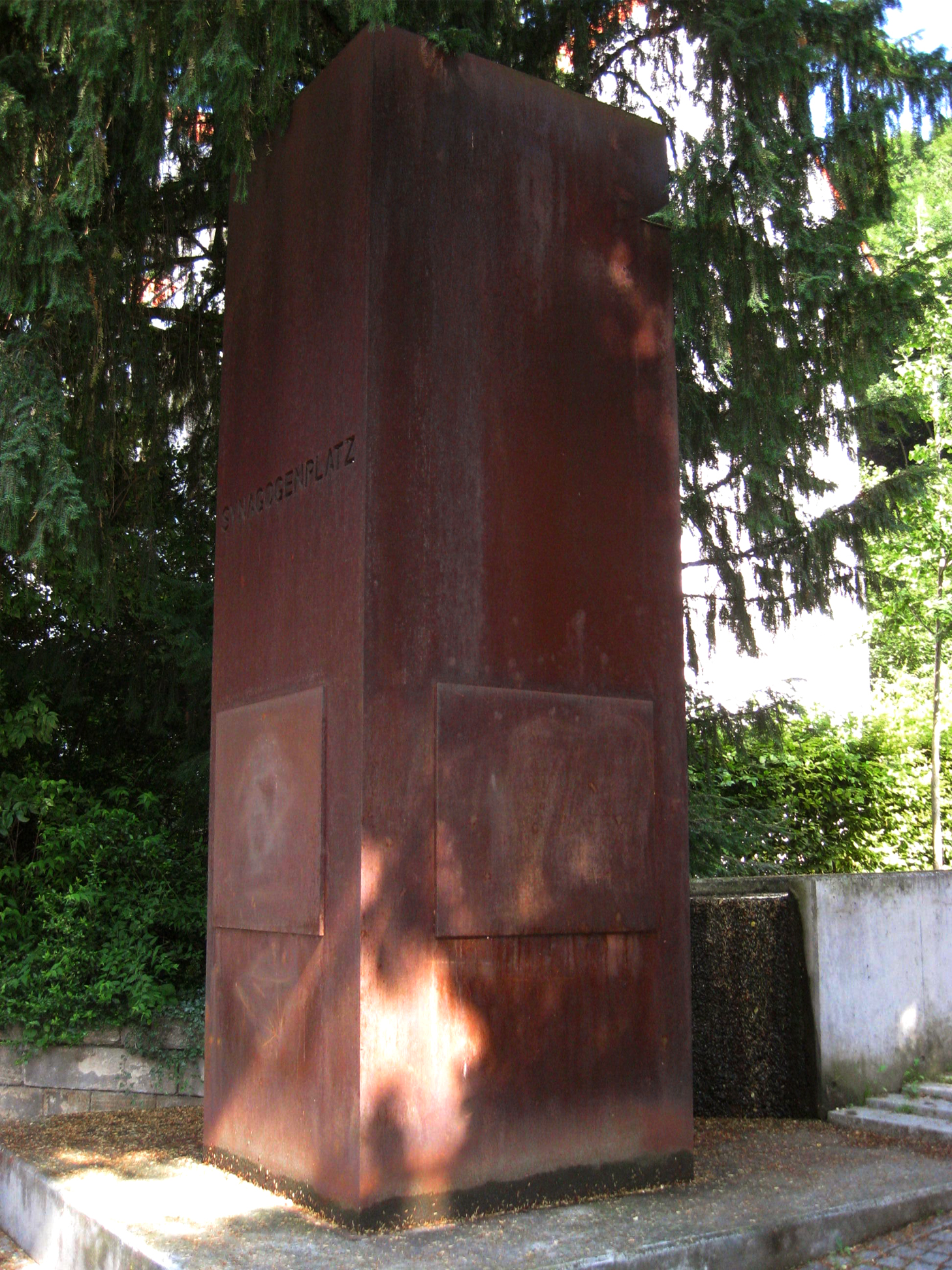
Die Stele …
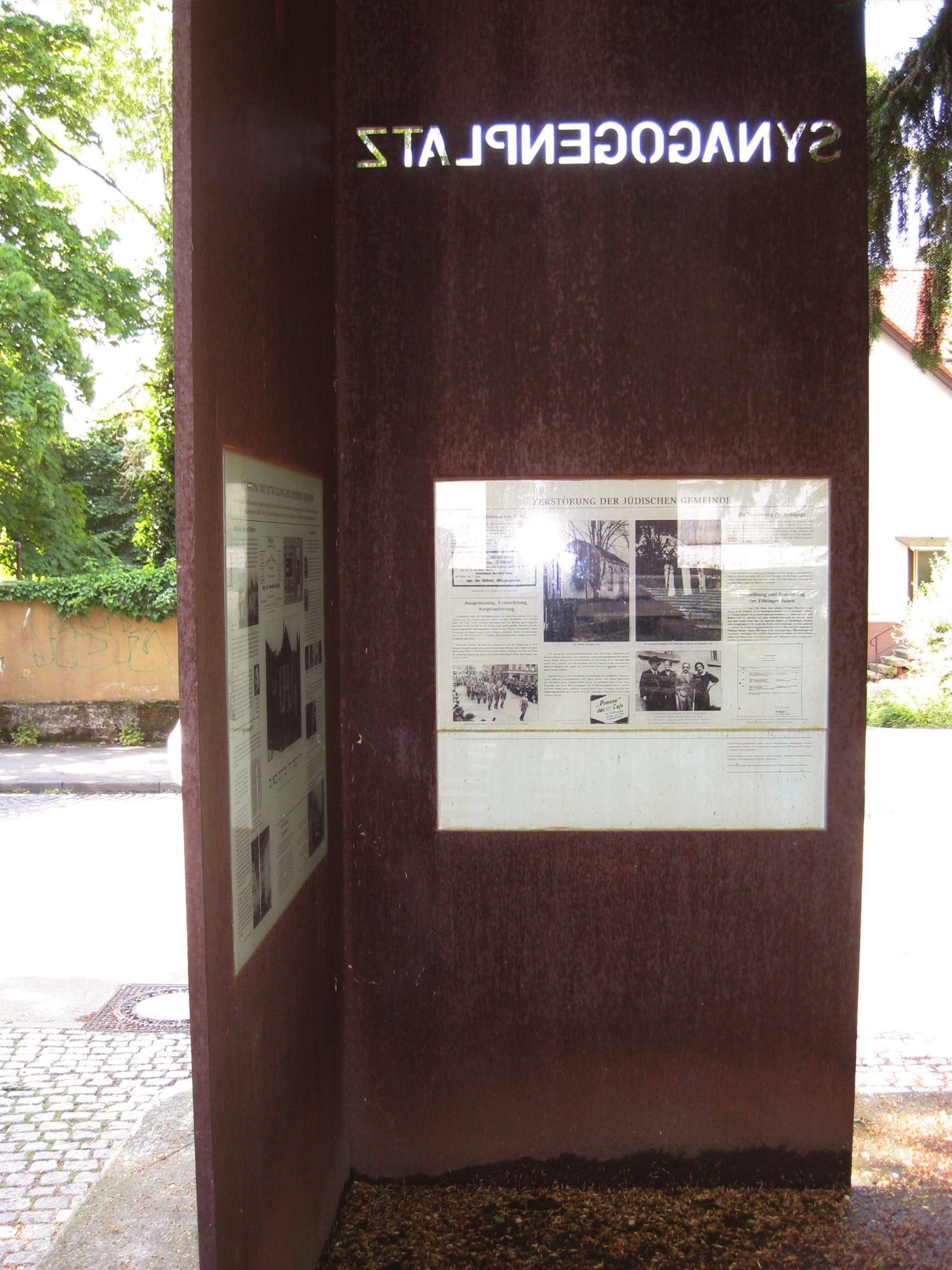
… zur Geschichte der Jüdischen Gemeinde Tübingen-Reutlingen
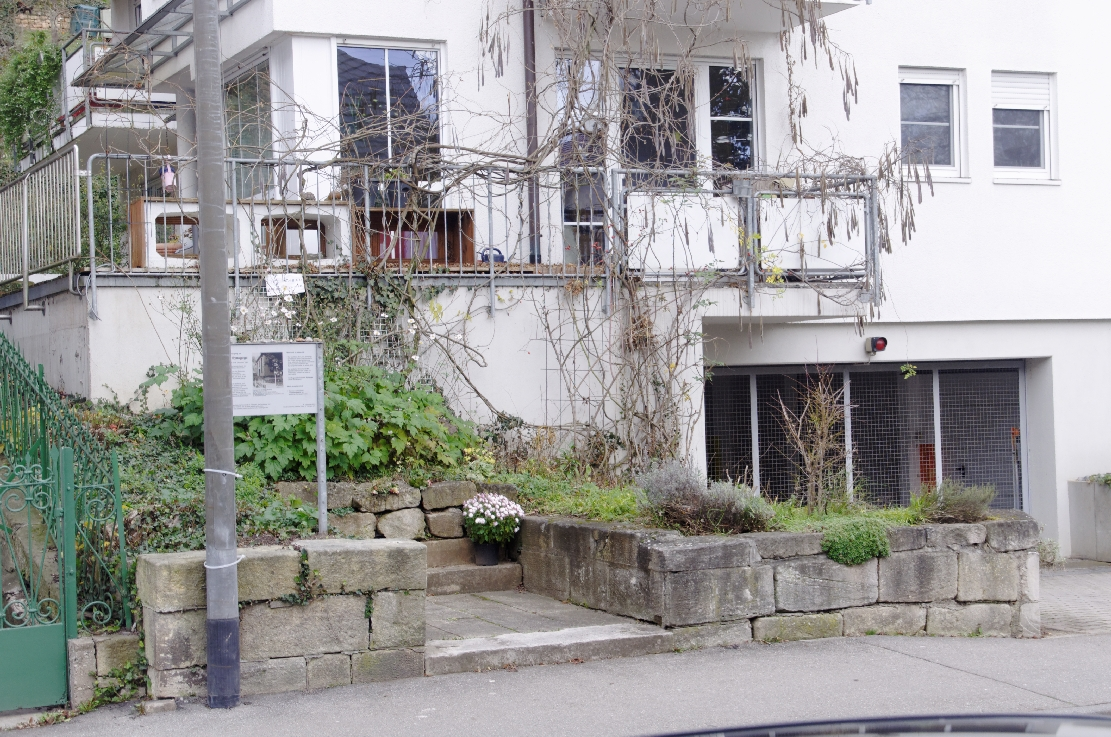
Eine weitere Tafel …
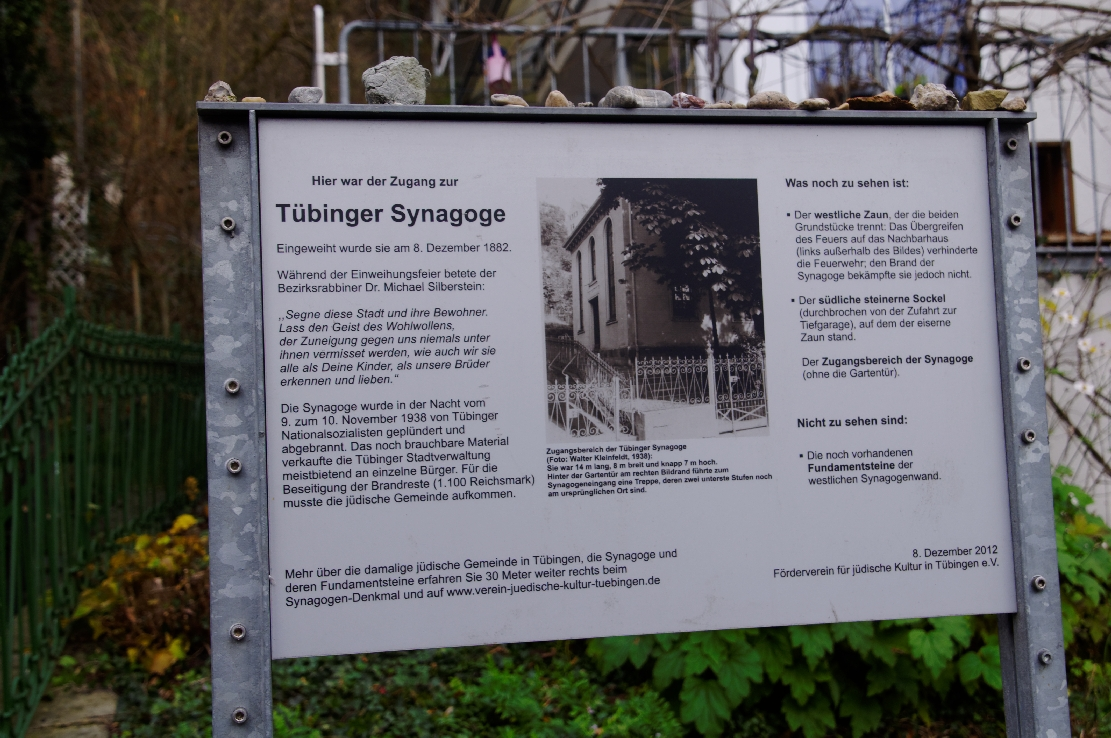
… informierte über die 1938 zerstörte Synagoge
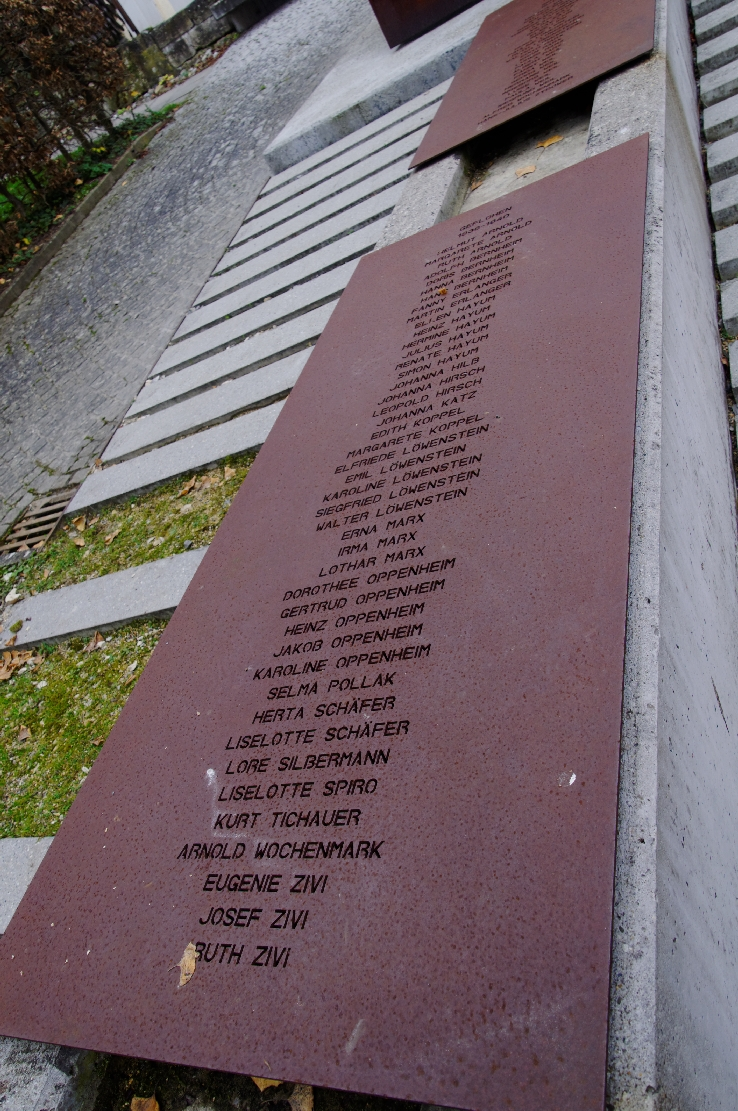
Weitere Namen der Opfer des Holocausts in Tübingen